# 周然
周然（1958年7月—），山西忻州人，汉族，中华人民共和国政治人物、第十一届全国政协委员。
加入中国农工民主党，担任农工党中央常委、山西省委主委、山西省政协副主席、山西中医学院院长。2008年，当选第十一届全国政协委员，代表中国农工民主党，分入第十组。2018年1月，当选第十三届全国政协委员。